# Araranguá
Araranguá est une ville brésilienne du littoral sud de l'État de Santa Catarina.

## Généralités
Araranguá est connue sous le nom de cidade das Avenidas (« ville des Avenues » en français), pour les nombreuses avenues de son centre-ville, avec un terre-plein central séparant les deux voies de circulation. La plus connues d'entre elles est l'avenue Getúlio Vargas.
Le concepteur du plan de la ville, élaboré au XIXe siècle, est Antônio Lopes de Mesquita, qui reste connu localement sous le nom de engenheiro Mesquita (« ingénieur Mesquita » en français).
La ville fut principalement peuplée par des immigrants venus des Açores, puis d'Italie.

## Origine du nom
Le nom d'Araranguá apparait en 1880 lors de la création de la municipalité. Il existe diverses explications sur l'origine de ce nom qui vient remplacer les anciennes dénominations de la localité, comme Capão da Espera ou encore Campinas.
La définition la plus en vogue suggère que le nom de la ville vient de la jonction des mots d'origine tupi ararã (« grand perroquet, ara » en français) et guá (« vallée » en français), ce qui donnerait au nom de la ville la signification de « vallée des perroquets ».
D'autres travaux présente le nom de la ville comme la contraction de arara et anguá, ce qui signifierait « bruit des perroquets ». Ces deux explications suggèrent une connexion avec une forte présence d'oiseaux de la famille des psittacés, qui ne sont pourtant pas si courants dans les climats subtropicaux comme celui du sud du Brésil.
Une autre origine pourrait se trouver dans la déformation du mot tupi ararerunguay, qui signifie « rivière au sable noir », en Araringuá puis Araranguá.
Il est également possible que le nom de la ville provienne de la manière dont les premiers explorateurs de la région ont compris et répétés, en les déformant, les noms indigènes des lieux parcourus,.

## Géographie
Araranguá se situe à une latitude de 28° 56′ 05″ sud et à une longitude de 49° 29′ 09″ ouest, à une altitude de 13 mètres.
Sa population était de 61 339 habitants au recensement de 2010. La municipalité couvre 304 km2.
Araranguá se trouve à 210 km au sud de la capitale de l'État, Florianópolis, et à 220 km au nord de Porto Alegre,. Elle est accessible par la BR-101, route fédérale qui parcourt une grande partie du littoral brésilien, tandis que l'aéroport voisin Diomício Freitas dans la municipalité de Forquilhinha, assure une liaison aérienne avec les principaux centres du pays. La ville constitue le principal centre urbain de la microrégion d'Araranguá, dans la mésorégion Sud de Santa Catarina.
La ville se situe dans une plaine littorale fertile au pied de la serra Geral, parcourue par le rio Araranguá et ses affluents. Son climat est tempéré et humide, aux étés chauds, avec une température moyenne de 20 °C. Les précipitations annuelles moyennes se montent à environ 1 200 mm,.
L'IDH de la ville était de 0,814 en 2000 (PNUD).

## Histoire
Avant l'arrivée des européens, la région d'Araranguá était occupée par les indiens carijós et kaingangs. Parcourue jusqu'alors principalement par les militaires et les missionnaires, les lieux voient au XVIIIe siècle les tropeiros établir des chemins de transport de troupeaux entre les localités de Viamão, Araranguá et Lages. Les premiers à s'établir durablement dans la région sont des colons d'origine portugaise, venus de Laguna, au début du XIXe siècle. Il y établissent une première chapelle en 1816. La légende raconte que la localité abrite, autour de 1835-1845, des réfugiés de la guerre des Farrapos. Au cours du XIXe siècle, des immigrants italiens, allemands, polonais et espagnols viennent s'établir dans la localité.
La localité accède au rang de district en 1848, sous le nom de Nossa Senhora Mãe dos Homens, rattaché à la ville de Laguna. En 1864, la localité change de nom pour Campinas. Elle devient une entité indépendante (vila), sous le nom d'Araranguá, le 3 avril 1880.
La municipalité donnera directement naissance, par démembrement, aux municipalités de Criciúma (1925), Turvo (1948), Sombrio (1953), Maracajá (1967) et Balneário Arroio do Silva (1995).

## Drapeau
Le drapeau de la municipalité brésilienne d'Araranguá fut institué le 28 mai de 1972.
Il est constitué d'un rectangle blanc, quatre bandes horizontale de couleur. De haut en bas :
- une bande bleue, large, représentant les eaux de l'océan Atlantique qui baignent le littoral de la municipalité ;
- une bande blanche et une bande rouge, moins larges, aux couleurs de l'État de Santa Catarina ;
- une bande inférieure, jaune, de même largeur que la bande supérieure bleue, représentant les plages de la municipalité[3].

## Économie
L'agriculture, principalement les cultures du riz, du manioc, du haricot, du tabac et du maïs, le tourisme, le commerce, ainsi que les industries métallurgique, céramique, du meuble et textile constituent la base de l'économie d'Araranguá.

## Tourisme
La principale attraction touristique du município est la plage du morro dos Conventos, où se situe l'embouchure du puissant rio Araranguá. Ce fut de ce lieu qu'en 1727 fut ouverte la estrada dos Conventos (ou encore caminho do Conventos), première route ouverte sur la côte sud du pays en direction des hauts-plateaux de l'intérieur, et de São Paulo, via Curitiba. Cette route facilitait le commerce des bœufs et était populairement appelée caminho das tropas (« chemin des troupeaux » en français),.
Tous les ans, au mois de février, la ville accueille une étape de la course de camions qui se déroule à Balneário Arroio do Silva. Le fameux Quilômetro de Arrancada de Caminhões (« kilomètre départ arrêté de camions » en français), course de camions sur le sable, attire de nombreux adeptes de sport mécanique tous les ans.

## Enseignement supérieur
La ville compte plusieurs universités, parmi lesquelles :
- UNISUL, Université du Sud de Santa Catarina[14] ;
- UNESC, Université de l'Extrême Sud de Santa Catarina[15].

## Administration
La municipalité est constituée de deux districts :
- Araranguá (siège du pouvoir municipal) ;
- Hercílio Luz.

## Villes voisines
Araranguá est voisine des municipalités (municípios) suivantes :
- Meleiro ;
- Maracajá ;
- Criciúma ;
- Içara ;
- Balneário Arroio do Silva ;
- Balneário Gaivota ;
- Sombrio ;
- Ermo ;
- Turvo.